# Sparkassen- und Giroverband für Schleswig-Holstein
Der Sparkassen- und Giroverband für Schleswig-Holstein (SGVSH) ist ein Sparkassen- und Giroverband der Sparkassen, Landesbausparkasse und Landesbank im Land Schleswig-Holstein.

## Allgemeines
Es handelt sich um einen Verband in der Rechtsform der Körperschaft des öffentlichen Rechts, der als Interessenverband fungiert und der Pflichtmitglieder hat. 
Im SGVSH sind alle acht öffentlich-rechtlichen Sparkassen des Bundeslandes, deren Gewährträger und die drei privatrechtlich organisierten freien öffentlichen Sparkassen Mitglied. Der SGVSH ist wiederum Mitglied im Dachverband des Deutschen Sparkassen- und Giroverbands (DSGV), dem Dachverband aller Sparkassen- und Giroverbände in Deutschland.

## Organisationsstruktur

### Aufbau
Der SGVSH ist eine Körperschaft des öffentlichen Rechts. Als Dachverband aller schleswig-holsteinischen Sparkassen nimmt er die Interessenvertretung derselben gegenüber den politischen Organen des Landes, den Aufsichtsbehörden und den sonstigen Finanzverbänden wahr. Präsident ist seit Januar 2021 der Verbandsvorsteher Oliver Stolz.
Die Organisation gliedert sich in die Bereiche Geschäftsstelle und Prüfungsstelle.
Die Geschäftsstelle gliedert sich dabei in folgende Abteilungen und Fachbereiche:
- Grundsatzfragen/Steuerung
  - Verbandsstab
  - Beteiligungen/Steuern
  - Finanzen/Verwaltung
  - Kooperation/Organisation
  - Interne Dienstleistungen
- Sparkassenunterstützung
- Recht und Personal
- Kommunikation & Gesellschaftliches Engagement
  - Kommunikation und Medien
  - Gesellschaftliches Engagement
  - Stiftungen

Die Prüfungsstelle ist eine fachlich unabhängige Abteilung des Verbandes. Sie ist mit der Wirtschaftsprüfung der Mitgliedsinstitute betraut. Hierunter fallen die gesetzliche Prüfung der Jahresabschlüsse, des Risikomanagements, der Betriebsorganisation, sowie des Wertpapier- und Depotgeschäfts.

### Präsidenten
| 1974–1999 | Jürgen Miethke          |
| 2000–2005 | Olaf Cord Dielewicz     |
| 2006–2010 | Jörg-Dietrich Kamischke |
| 2011–2020 | Reinhard Boll           |
| seit 2021 | Oliver Stolz            |

### Beteiligungen
Der Verband besitzt Beteiligungen an folgenden Instituten:
- Landesbausparkasse NordOst
- Provinzial Versicherungen

Als Mitglied des Deutschen Sparkassen- und Giroverbandes nimmt er im Interesse der schleswig-holsteinischen Sparkassen Einfluss auf die geschäftspolitische Ausrichtung und den gemeinsamen Werbeauftritt der Sparkassen.

### Mitglieder
| Name                               | Sitz                           |
| Förde Sparkasse                    | Kiel                           |
| Kreissparkasse Herzogtum Lauenburg | Mölln                          |
| Nord-Ostsee Sparkasse              | Flensburg, Schleswig und Husum |
| Sparkasse Elmshorn                 | Elmshorn                       |
| Sparkasse Holstein                 | Eutin und Bad Oldesloe         |
| Sparkasse Südholstein              | Neumünster                     |
| Sparkasse Westholstein             | Itzehoe und Heide              |
| Stadtsparkasse Wedel               | Wedel                          |
| Bordesholmer Sparkasse AG          | Bordesholm                     |
| Sparkasse Mittelholstein AG        | Rendsburg                      |
| Sparkasse zu Lübeck AG             | Lübeck                         |